# Кубок Греції з футболу 1950—1951
Кубок Греції 1950—51 — дев'ятий розіграш Кубка Греції.
Фінал відбувся 11 березня 1951 на стадіоні Апостолос Ніколаїдіс (Афіни). Зустрілися команди Олімпіакос та ПАОК. Олімпіакос виграв з рахунком 4:0.

## Чвертьфінали
| Господарі     | Результат | Гості       |
| ------------- | --------- | ----------- |
| Панатінаїкос  | 3-0       | Етнікос     |
| ПАОК          | 4-2       | Аріс        |
| Астерас Афіни | 3-0       | АЕК         |
| Олімпіакос    | 6-2       | Македонікос |

## Півфінал
| Господарі  | Результат | Гості         |
| ---------- | --------- | ------------- |
| ПАОК       | 1-0       | Панатінаїкос  |
| Олімпіакос | 3-1       | Астерас Афіни |

## Фінал
| 11.03.1951 |

| Олімпіакос                              | 4:0 | ПАОК |
| --------------------------------------- | --- | ---- |
| Mouratis 27' Darivas 66' Drosos 75' 80' |     |      |

| Апостолос Ніколаїдіс, Афіни Арбітр: Sotiris Asprogerakas |